# Leververvetting
Leververvetting, steatose of steatosis hepatis is een verstoring van de vetstofwisseling. Door diverse factoren kan de lever vet gaan opslaan in de levercellen met vervetting tot gevolg. Overgewicht en chronisch alcoholgebruik zijn de meest voorkomende factoren. Minder vaak voorkomende oorzaken van steatose zijn: ondervoeding met eiwittekort en sommige medicinale corticosteroïden. Verder kan leververvetting optreden als complicatie bij chronische darmontstekingen zoals colitis ulcerosa en de ziekte van Crohn. Het kan ook voorkomen in combinatie met hepatitis, die bijvoorbeeld optreedt bij een ernstige vergiftiging.
Leververvetting geeft meestal geen klachten. Afwijkende leverwaarden in het bloed kunnen een aanwijzing zijn. De diagnose wordt veelal gesteld met behulp van echografie, in combinatie met bloedonderzoek. Op het echografisch beeld is de lever te helder (licht) vergeleken met de grijswaarden van de schors van de nieren. Behandeling bestaat uit het wegnemen van de oorzaak, door een wijziging in de levensstijl. Een medicijn tegen leververvetting bestaat niet.